# Nicolas Okioh
Nicolas Okioh (* 14. Januar 1932 in Manigri; † 15. April 2001) war Bischof von Natitingou.

## Leben
Nicolas Okioh empfing am 21. Dezember 1963 die Priesterweihe.
Papst Johannes Paul II. ernannte ihn am 11. November 1983 zum Bischof von Natitingou. Der Papst persönlich spendete ihm am 6. Januar des nächsten Jahres die Bischofsweihe; Mitkonsekratoren waren Eduardo Martínez Somalo, Substitut des Staatssekretariates, und Duraisamy Simon Lourdusamy, Sekretär der Kongregation für die Evangelisierung der Völker.
Von seinem Amt trat er am 10. Juni 1995 zurück.